# St. Nikolaus (Gebersdorf)

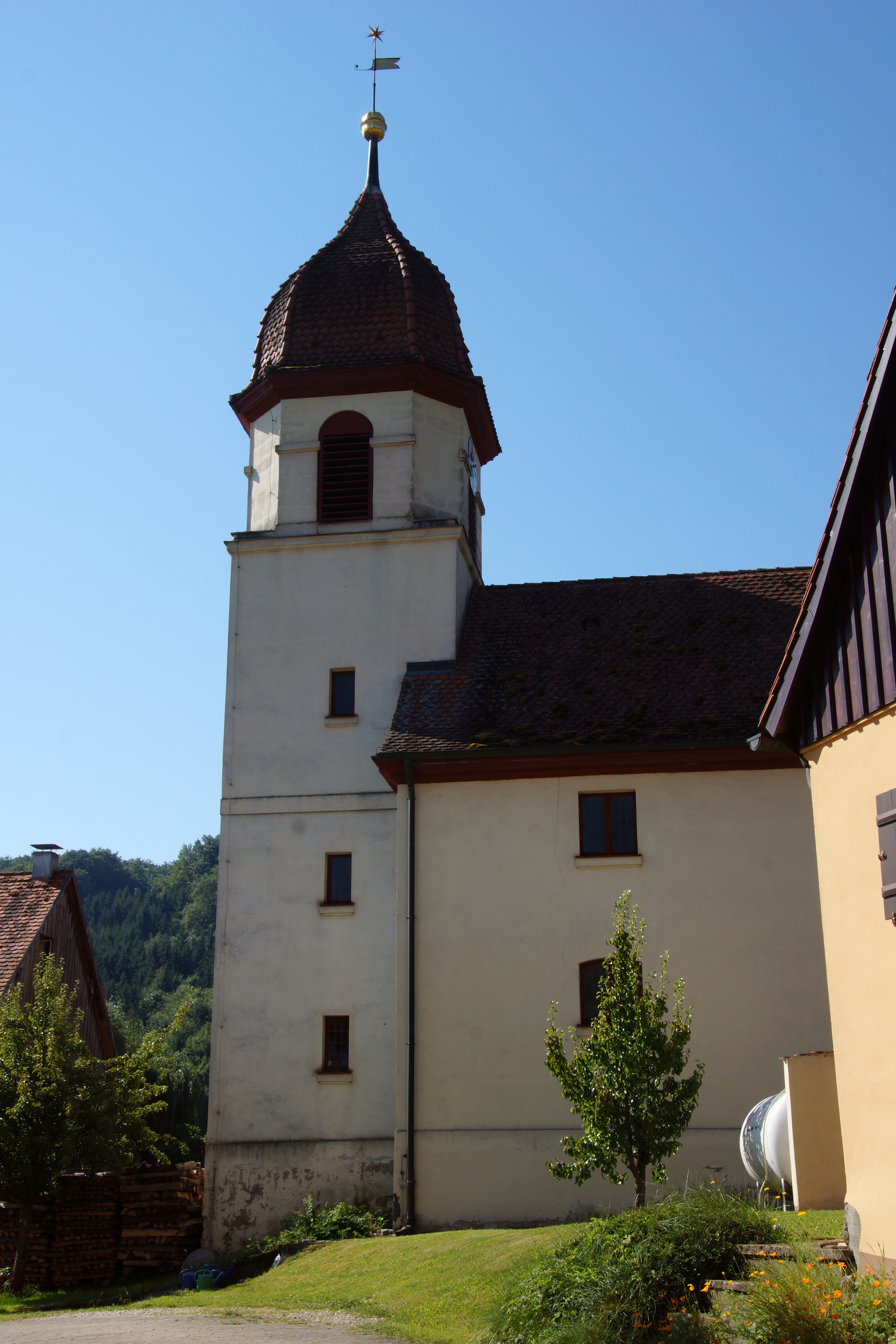
St. Nikolaus (Gebersdorf)

Die denkmalgeschützte, evangelisch-lutherische Filialkirche St. Nikolaus steht in Gebersdorf, einem Gemeindeteil des Marktes Thalmässing im Landkreis Roth (Mittelfranken, Bayern). Die Kirche ist unter der Denkmalnummer D-5-76-148-52 als Baudenkmal in der Bayerischen Denkmalliste eingetragen. Die Kirche gehört zur Pfarrei St. Gotthard im Dekanat Weißenburg in Bayern im Kirchenkreis Nürnberg der Evangelisch-Lutherischen Kirche in Bayern.

## Beschreibung
Die verputzte Saalkirche im Markgrafenstil wurde 1780–90 nach einem Entwurf von Johann David Steingruber erbaut. Sie besteht aus einem zweigeschossigen Langhaus, das mit einem Halbwalmdach bedeckt ist, und einem Chorturm auf quadratischem Grundriss im Osten, dessen oberstes oktogonales Geschoss die Turmuhr und den Glockenstuhl beherbergt, und auf dem eine Glockenhaube sitzt. Der mit umlaufenden Emporen ausgestattete Innenraum ist mit einer Flachdecke überspannt. Zur Kirchenausstattung gehört ein Kanzelaltar aus der Bauzeit, der in einer Nische in der Westwand des Chors, d. h. dem Erdgeschoss des Chorturms, steht.